# PDPR
PDPR‏ (Pyruvate dehydrogenase phosphatase regulatory subunit) هوَ بروتين يُشَفر بواسطة جين PDPR في الإنسان.